# San Lorenzo in Banale
San Lorenzo in Banale là một đô thị ở tỉnh Trento ở vùng Trentino-Alto Adige/Südtirol của Ý, tọa lạc cách 15 km về phía tây của Trento. Tại thời điểm ngày 31 tháng 12 năm 2004, đô thị này có dân số 1.129 người và diện tích là 62,1 km².
San Lorenzo in Banale giáp các đô thị: Ragoli, Molveno, Andalo, Vezzano, Stenico, Dorsino, Calavino, Lomaso và Bleggio Inferiore.